# Siptri Tsenpo
Siptri Tsenpo was de zevende tsenpo, ofwel koning van Tibet. Hij was een van de legendarische koningen en was de laatste in de rij van de zeven goddelijke koningen met de naam Tri (247-100 v.Chr.). Na hem volgden de twee hemelse koningen met de naam Teng.